# That that is is that that is not is not is that it it is

That that is is that that is not is not is that it it is est une phrase-type créée par des linguistes anglophones pour montrer l'ambiguïté syntaxique du langage. Selon la ponctuation adoptée, elle peut avoir quatre significations différentes.

## Présentation

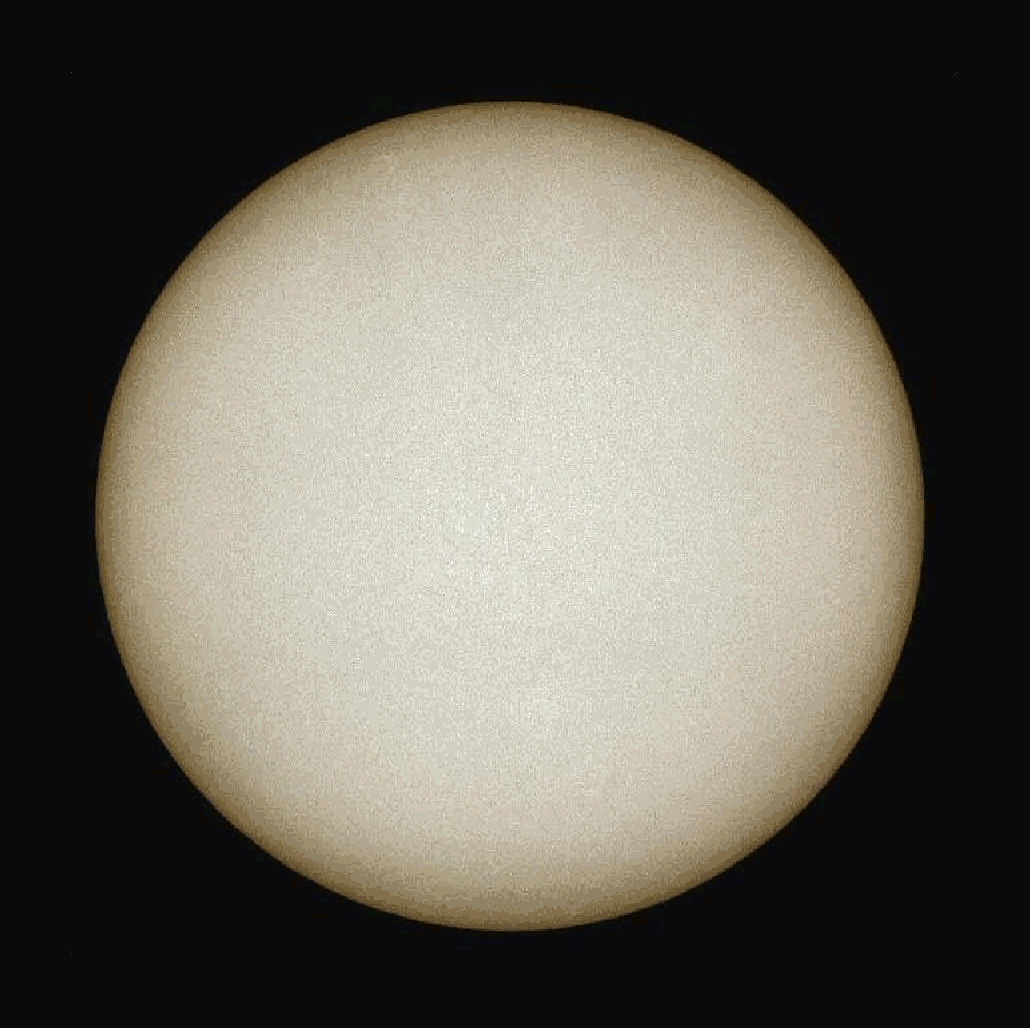
L'être selon Parménide : une sphère.

Cette phrase figure dans le Brewer's Dictionary of Phrase and Fable depuis 1953.

« That that is, is. That that is not, is not. Is that it? It is. 
That that is, is that that is. Not is not. Is that it? It is. 
That that is, is that that is not. Is not "is that" it? It is.
That that is, is that that is not, "is not." Is that it? It is. »

Les deux premières versions se réfèrent au principe de Parménide selon lequel « ce qui est est » et « ce qui n'est pas n'est pas ». La première signifie littéralement : « Ce qui est est. Ce qui n'est pas n'est pas. Est-ce cela ? C'est cela. »

## Postérité
La phrase est citée à titre d'exemple dans le film Charly (1968).
That That Is ... Is (Not) est le titre d'un album du groupe Dissolve (1995).